# Kaspar Sjöberg
Kaspar Sjöberg (* 16. Mai 1987) ist ein schwedischer Fußballschiedsrichter.
Sjöberg leitet seit April 2015 Spiele in der schwedischen Fußballliga und hatte in dieser bislang bereits über 170 Einsätze.
Seit 2019 steht Sjöberg auf der Liste der FIFA-Schiedsrichter und leitet internationale Fußballspiele, darunter bislang ein Spiel in der Europa Conference League, Spiele in der Qualifikation zur Europa League und Champions League sowie weitere Qualifikations- und Freundschaftsspiele. Zudem hatte er einen Einsatz als Gast bei der Färöischen Fußballmeisterschaft 2015.
Am 30. Mai 2021 pfiff Sjöberg das Finale des Schwedischen Fußballpokals 2020/21 zwischen Hammarby IF und BK Häcken (0:0 n. V., 5:4 i. E.).